# 拉梅古

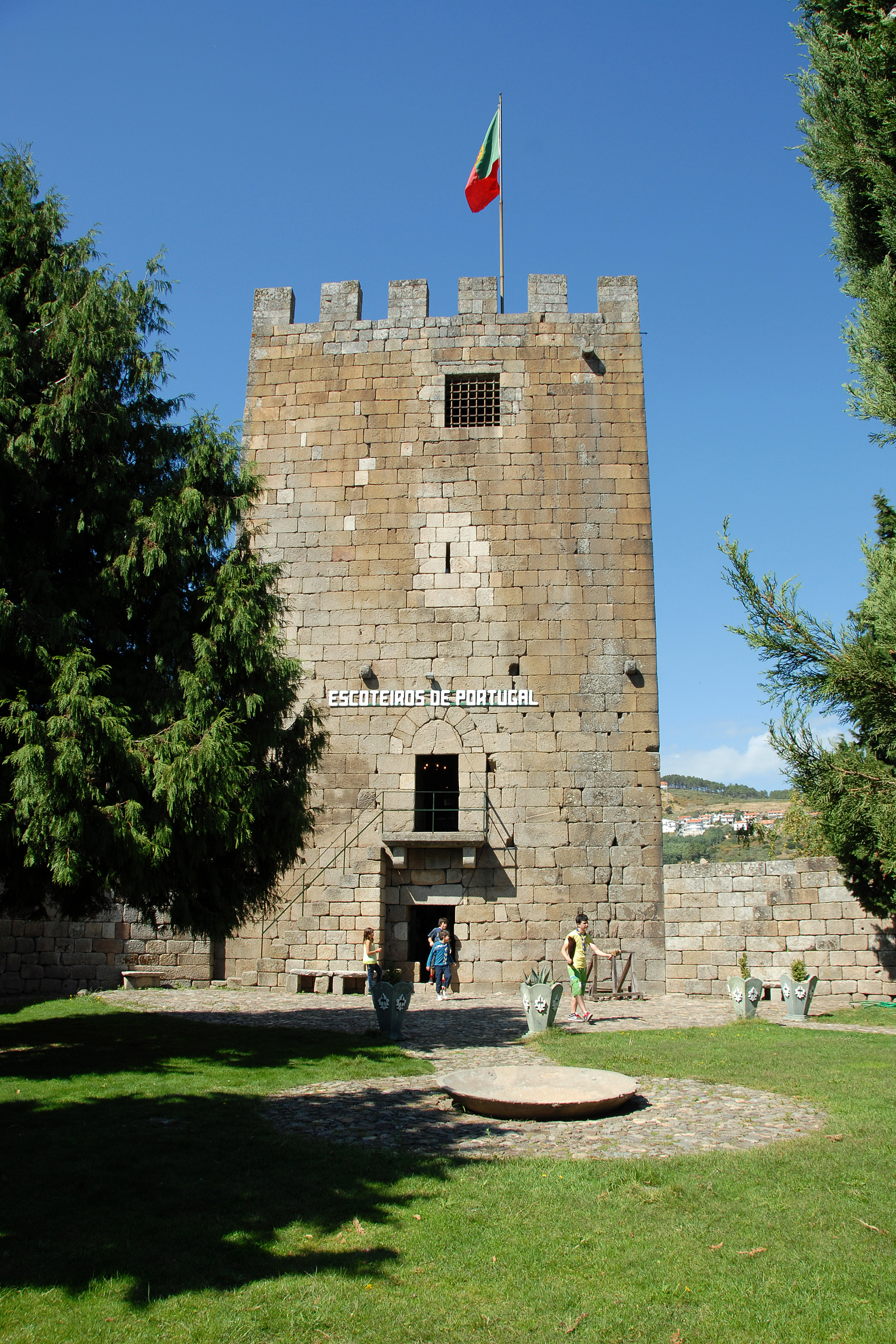

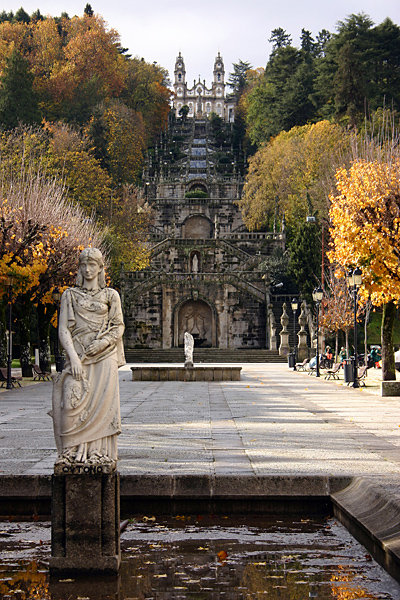

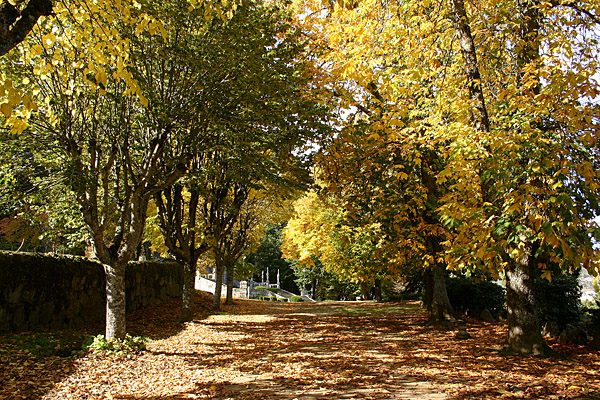

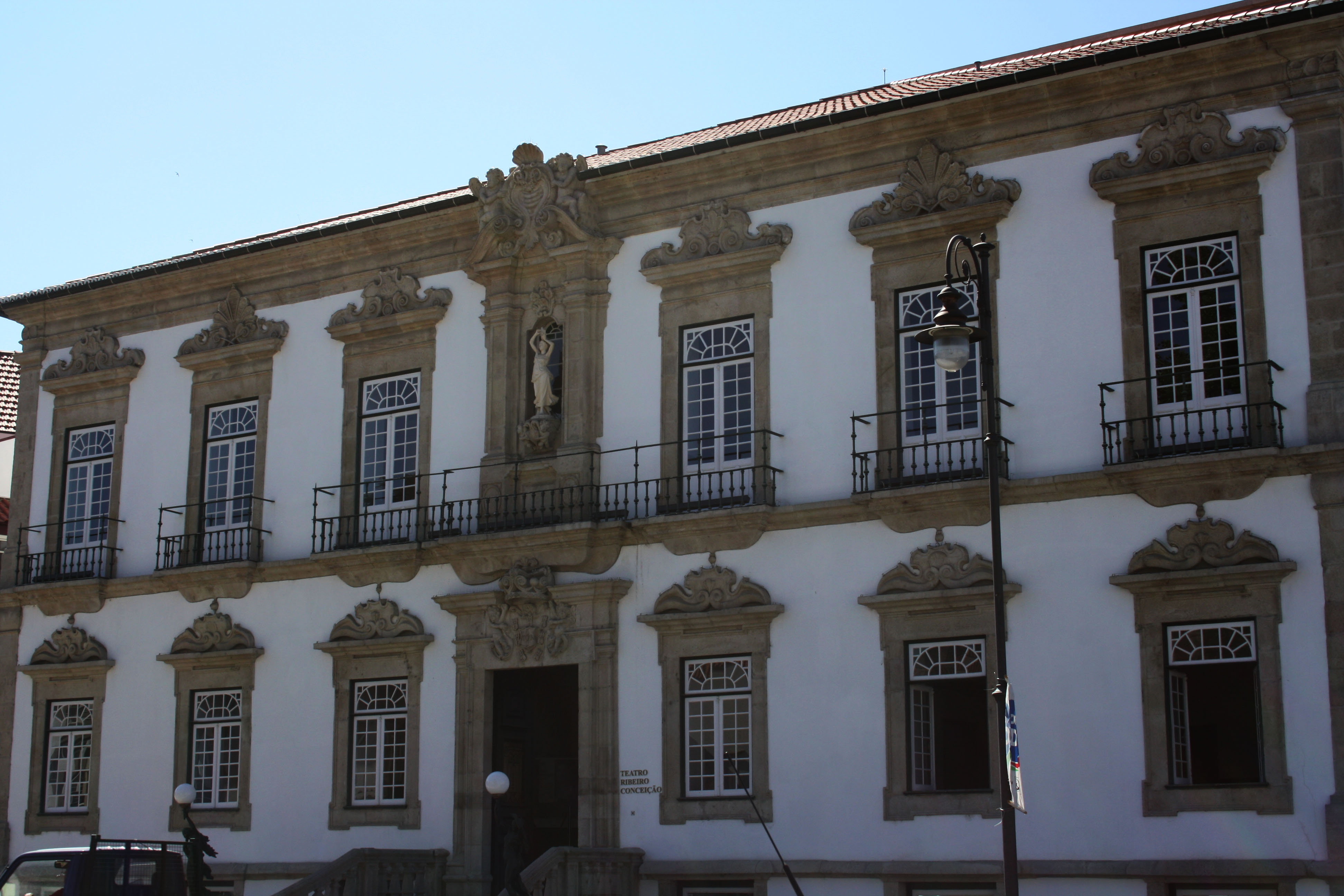

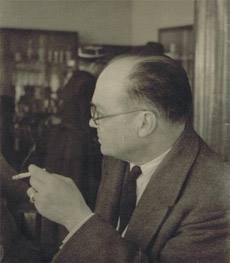

41°6′3″N 7°48′36″W / 41.10083°N 7.81000°W
拉梅古（葡萄牙語：Lamego，葡萄牙語：[lɐˈmeɣu] ⓘ）是葡萄牙的市镇，位於該國中北部，由維塞烏區負責管轄，始建於1191年，面積165.42平方公里，2011年人口26,691，該城鎮人口密度每平方公里161.35人。